# Sceloporus acanthinus
La lagartija-escamosa de Boucourt (Sceloporus acanthinus) es una especie de lagarto que pertenece a la familia Phrynosomatidae. Es nativo de Chiapas (México), Guatemala y El Salvador. Su rango altitudinal oscila entre 400 y 1500 m s. n. m..